# Ringebu (plaats)
Ringebu, ook Vålebru genoemd, is een plaats in de Noorse gemeente Ringebu, provincie Innlandet. Het dorp telt 1376 inwoners (2019) en heeft een oppervlakte van 1,98 km². Ringebu ligt aan de E6 en de  spoorlijn Oslo - Trondheim. Vanaf het station is het drie uur naar Oslo en vier uur naar Trondheim.

## Staafkerk
De staafkerk van Ringebu dateert uit het begin van de dertiende eeuw. De karakteristieke rode toren is een toevoeging uit 1631. Bij archeologisch onderzoek in 1980-81 zijn sporen van een oudere kerk gevonden.